# Eleccions a la Diputació Provincial de Balears de 1903
Les eleccions a la Diputació Provincial de Balears de 1903 es celebraren el diumenge 8 de març de 1903 per a renovar la meitat del ple de la Diputació Provincial de Balears. El conservador mallorquí Josep Socias Gradolí va ser nomenat President de la Diputació fins a les eleccions de 1905. En aquesta ocasió, només se celebraren eleccions a les illes de Mallorca i Menorca.
Els dos districtes electorals eren els de Manacor i Maó. El districte de Manacor incloïa els municipis d'Artà, Campos, Capdepera, Felanitx, Manacor, Montuïri, Petra, Porreres, Sant Joan, Sant Llorenç des Cardassar, Santanyí, Son Cervera i Vilafranca de Bonany. Pel que fa al districte de Maó, formaven part d'aquest els municipis d'Alaior, Ciutadella de Menorca, Es Castell, Es Mercadal, Maó i Ferreries.

## Resultats
| Districte            | Candidats                     | Electe | Partit | Vots  |
| -------------------- | ----------------------------- | ------ | ------ | ----- |
| MANACOR (4 diputats) | Antonio Barceló               | Sí     | PC     | 7.062 |
| MANACOR (4 diputats) | Josep Socias Gradolí          | Sí     | PC-M   | 6.651 |
| MANACOR (4 diputats) | Salvador Vidal                | Sí     | PC-M   | 6.052 |
| MANACOR (4 diputats) | Juan Lliteras                 | Sí     | PL     | 5.342 |
| MANACOR (4 diputats) | Pascual Ribot                 | No     | Ind    | 4.900 |
| MANACOR (4 diputats) | Francesc Villalonga Fàbregues | No     | PRFM   | 2.410 |
| MANACOR (4 diputats) |                               |        | 32.417 |       |
| MAÓ (4 diputats)     | Juan Orfila Pons              | Sí     | PC     | 3.333 |
| MAÓ (4 diputats)     | Juan Aguiló Valentí           | Sí     | PC     | 3.092 |
| MAÓ (4 diputats)     | Jorge Teodoro Ládico Olivar   | Sí     | UR     | 2.778 |
| MAÓ (4 diputats)     | Luis Pascual Bauzá            | Sí     | Ind    | 2.628 |
| MAÓ (4 diputats)     | Jeroni Pou Magraner           | No     | UR     | 454   |
| MAÓ (4 diputats)     |                               |        | 12.285 |       |